# Édouard de Villefort
Édouard de Villefort is een figuur in de roman De Graaf van Monte Cristo (1844) van Alexandre Dumas.
Édouard is de enige zoon van Gérard de Villefort en zijn tweede vrouw Heloïse. Édouard is een ondeugend jongetje dat door zijn moeder verwend is. Hij is de oogappel van zijn moeder, die de toekomende erfenis van haar stiefdochter Valentine de Villefort wenst veilig te stellen voor haar eigen zoon. Als Édouard tijdens een ongeluk met de koets waar hij in zit wordt gered door een bediende van de graaf van Monte Cristo, komt laatstgenoemde in contact met de familie De Villefort en doet zich voor als een vriend, terwijl hij in werkelijkheid een rekening met Édouards vader heeft te vereffenen.
Uiteindelijk wordt Édouard door zijn moeder meegesleurd in haar zelfmoord. Dit werd niet voorzien door de graaf van Monte Cristo. Nadat Heloïse door haar man is ontmaskerd als een seriemoordenares, krijgt ze de opdracht zelfmoord te plegen. Heloïse vergiftigt daarop niet alleen zichzelf, maar ook haar zoon. Op Édouards lichaam laat ze een briefje voor haar man achter waarin staat dat een goede moeder haar kind overal meeneemt, dus ook in de dood.

## Stamboom
| Louis Dantès     | Louis Dantès     | Louis Dantès     | Louis Dantès     | Louis Dantès                | Louis Dantès                |                             |                             |                             |                             |                                              |                                              | Ali Pasja                                    | Ali Pasja                                    | Ali Pasja                                    | Ali Pasja                                    | Ali Pasja      | Ali Pasja      |                       |                       | Vasiliki              | Vasiliki              | Vasiliki              | Vasiliki              | Vasiliki         | Vasiliki         |                  |                  |                  |                  |  |  |                    |                    |                     |                     |                     |                     |                       |                       |                       |                       |                       |                       |                      |                      |                      |                      | Rode streep: Personen waarop de wraak is gericht | Rode streep: Personen waarop de wraak is gericht | Rode streep: Personen waarop de wraak is gericht | Rode streep: Personen waarop de wraak is gericht | Rode streep: Personen waarop de wraak is gericht | Rode streep: Personen waarop de wraak is gericht |                       |                       | Gele streep: Overige vijanden, slechteriken | Gele streep: Overige vijanden, slechteriken | Gele streep: Overige vijanden, slechteriken | Gele streep: Overige vijanden, slechteriken | Gele streep: Overige vijanden, slechteriken | Gele streep: Overige vijanden, slechteriken |               |               | Groene streep: Vrienden | Groene streep: Vrienden | Groene streep: Vrienden | Groene streep: Vrienden | Groene streep: Vrienden | Groene streep: Vrienden |                    |                    |                    |                    |  |  |                   |                   |                   |                   |                   |                   |  |  |  |  |  |  |
| Louis Dantès     | Louis Dantès     | Louis Dantès     | Louis Dantès     | Louis Dantès                | Louis Dantès                |                             |                             |                             |                             |                                              |                                              | Ali Pasja                                    | Ali Pasja                                    | Ali Pasja                                    | Ali Pasja                                    | Ali Pasja      | Ali Pasja      |                       |                       | Vasiliki              | Vasiliki              | Vasiliki              | Vasiliki              | Vasiliki         | Vasiliki         |                  |                  |                  |                  |  |  |                    |                    |                     |                     |                     |                     |                       |                       |                       |                       |                       |                       |                      |                      |                      |                      | Rode streep: Personen waarop de wraak is gericht | Rode streep: Personen waarop de wraak is gericht | Rode streep: Personen waarop de wraak is gericht | Rode streep: Personen waarop de wraak is gericht | Rode streep: Personen waarop de wraak is gericht | Rode streep: Personen waarop de wraak is gericht |                       |                       | Gele streep: Overige vijanden, slechteriken | Gele streep: Overige vijanden, slechteriken | Gele streep: Overige vijanden, slechteriken | Gele streep: Overige vijanden, slechteriken | Gele streep: Overige vijanden, slechteriken | Gele streep: Overige vijanden, slechteriken |               |               | Groene streep: Vrienden | Groene streep: Vrienden | Groene streep: Vrienden | Groene streep: Vrienden | Groene streep: Vrienden | Groene streep: Vrienden |                    |                    |                    |                    |  |  |                   |                   |                   |                   |                   |                   |  |  |  |  |  |  |
|                  |                  |                  |                  |                             |                             |                             |                             |                             |                             |                                              |                                              |                                              |                                              |                                              |                                              |                |                |                       |                       |                       |                       |                       |                       |                  |                  |                  |                  |                  |                  |  |  |                    |                    |                     |                     |                     |                     |                       |                       |                       |                       |                       |                       |                      |                      |                      |                      |                                                  |                                                  |                                                  |                                                  |                                                  |                                                  |                       |                       |                                             |                                             |                                             |                                             |                                             |                                             |               |               |                         |                         |                         |                         |                         |                         |                    |                    |                    |                    |  |  |                   |                   |                   |                   |                   |                   |  |  |  |  |  |  |
|                  |                  |                  |                  | Edmond Dantès, hoofdpersoon | Edmond Dantès, hoofdpersoon | Edmond Dantès, hoofdpersoon | Edmond Dantès, hoofdpersoon | Edmond Dantès, hoofdpersoon | Edmond Dantès, hoofdpersoon | ←misschien seksuele relatie, later getrouwd→ | ←misschien seksuele relatie, later getrouwd→ | ←misschien seksuele relatie, later getrouwd→ | ←misschien seksuele relatie, later getrouwd→ | ←misschien seksuele relatie, later getrouwd→ | ←misschien seksuele relatie, later getrouwd→ | Haydée         | Haydée         | Haydée                | Haydée                | Haydée                | Haydée                |                       |                       |                  |                  |                  |                  |                  |                  |  |  |                    |                    | Marquis de St-Méran | Marquis de St-Méran | Marquis de St-Méran | Marquis de St-Méran | Marquis de St-Méran   | Marquis de St-Méran   |                       |                       | Marquise de St-Méran  | Marquise de St-Méran  | Marquise de St-Méran | Marquise de St-Méran | Marquise de St-Méran | Marquise de St-Méran |                                                  |                                                  | Noirtier de Villefort                            | Noirtier de Villefort                            | Noirtier de Villefort                            | Noirtier de Villefort                            | Noirtier de Villefort | Noirtier de Villefort |                                             |                                             |                                             |                                             |                                             |                                             | Pierre Morrel | Pierre Morrel | Pierre Morrel           | Pierre Morrel           | Pierre Morrel           | Pierre Morrel           |                         |                         |                    |                    |                    |                    |  |  |                   |                   |                   |                   |                   |                   |  |  |  |  |  |  |
|                  |                  |                  |                  | Edmond Dantès, hoofdpersoon | Edmond Dantès, hoofdpersoon | Edmond Dantès, hoofdpersoon | Edmond Dantès, hoofdpersoon | Edmond Dantès, hoofdpersoon | Edmond Dantès, hoofdpersoon | ←misschien seksuele relatie, later getrouwd→ | ←misschien seksuele relatie, later getrouwd→ | ←misschien seksuele relatie, later getrouwd→ | ←misschien seksuele relatie, later getrouwd→ | ←misschien seksuele relatie, later getrouwd→ | ←misschien seksuele relatie, later getrouwd→ | Haydée         | Haydée         | Haydée                | Haydée                | Haydée                | Haydée                |                       |                       |                  |                  |                  |                  |                  |                  |  |  |                    |                    | Marquis de St-Méran | Marquis de St-Méran | Marquis de St-Méran | Marquis de St-Méran | Marquis de St-Méran   | Marquis de St-Méran   |                       |                       | Marquise de St-Méran  | Marquise de St-Méran  | Marquise de St-Méran | Marquise de St-Méran | Marquise de St-Méran | Marquise de St-Méran |                                                  |                                                  | Noirtier de Villefort                            | Noirtier de Villefort                            | Noirtier de Villefort                            | Noirtier de Villefort                            | Noirtier de Villefort | Noirtier de Villefort |                                             |                                             |                                             |                                             |                                             |                                             | Pierre Morrel | Pierre Morrel | Pierre Morrel           | Pierre Morrel           | Pierre Morrel           | Pierre Morrel           |                         |                         |                    |                    |                    |                    |  |  |                   |                   |                   |                   |                   |                   |  |  |  |  |  |  |
|                  |                  |                  |                  |                             |                             | ↑verbroken verloving↓       |                             |                             |                             |                                              |                                              |                                              |                                              |                                              |                                              |                |                |                       |                       |                       |                       |                       |                       |                  |                  |                  |                  |                  |                  |  |  |                    |                    |                     |                     |                     |                     |                       |                       |                       |                       |                       |                       |                      |                      |                      |                      |                                                  |                                                  |                                                  |                                                  |                                                  |                                                  |                       |                       |                                             |                                             |                                             |                                             |                                             |                                             |               |               |                         |                         |                         |                         |                         |                         |                    |                    |                    |                    |  |  |                   |                   |                   |                   |                   |                   |  |  |  |  |  |  |
| Fernando Mondego | Fernando Mondego | Fernando Mondego | Fernando Mondego | Fernando Mondego            | Fernando Mondego            |                             |                             | Mercedes                    | Mercedes                    | Mercedes                                     | Mercedes                                     | Mercedes                                     | Mercedes                                     |                                              |                                              | Baron Danglars | Baron Danglars | Baron Danglars        | Baron Danglars        | Baron Danglars        | Baron Danglars        |                       |                       | Hermine Danglars | Hermine Danglars | Hermine Danglars | Hermine Danglars | Hermine Danglars | Hermine Danglars |  |  | Flavien de Quesnel | Flavien de Quesnel | Flavien de Quesnel  | Flavien de Quesnel  | Flavien de Quesnel  | Flavien de Quesnel  |                       |                       | Renée de Saint-Méran  | Renée de Saint-Méran  | Renée de Saint-Méran  | Renée de Saint-Méran  | Renée de Saint-Méran | Renée de Saint-Méran |                      |                      |                                                  |                                                  | Gérard de Villefort                              | Gérard de Villefort                              | Gérard de Villefort                              | Gérard de Villefort                              | Gérard de Villefort   | Gérard de Villefort   |                                             |                                             | Héloïse                                     | Héloïse                                     | Héloïse                                     | Héloïse                                     | Héloïse       | Héloïse       |                         |                         |                         |                         | Gaspard Caderousse      | Gaspard Caderousse      | Gaspard Caderousse | Gaspard Caderousse | Gaspard Caderousse | Gaspard Caderousse |  |  | La Carconte       | La Carconte       | La Carconte       | La Carconte       | La Carconte       | La Carconte       |  |  |  |  |  |  |
| Fernando Mondego | Fernando Mondego | Fernando Mondego | Fernando Mondego | Fernando Mondego            | Fernando Mondego            |                             |                             | Mercedes                    | Mercedes                    | Mercedes                                     | Mercedes                                     | Mercedes                                     | Mercedes                                     |                                              |                                              | Baron Danglars | Baron Danglars | Baron Danglars        | Baron Danglars        | Baron Danglars        | Baron Danglars        |                       |                       | Hermine Danglars | Hermine Danglars | Hermine Danglars | Hermine Danglars | Hermine Danglars | Hermine Danglars |  |  | Flavien de Quesnel | Flavien de Quesnel | Flavien de Quesnel  | Flavien de Quesnel  | Flavien de Quesnel  | Flavien de Quesnel  |                       |                       | Renée de Saint-Méran  | Renée de Saint-Méran  | Renée de Saint-Méran  | Renée de Saint-Méran  | Renée de Saint-Méran | Renée de Saint-Méran |                      |                      |                                                  |                                                  | Gérard de Villefort                              | Gérard de Villefort                              | Gérard de Villefort                              | Gérard de Villefort                              | Gérard de Villefort   | Gérard de Villefort   |                                             |                                             | Héloïse                                     | Héloïse                                     | Héloïse                                     | Héloïse                                     | Héloïse       | Héloïse       |                         |                         |                         |                         | Gaspard Caderousse      | Gaspard Caderousse      | Gaspard Caderousse | Gaspard Caderousse | Gaspard Caderousse | Gaspard Caderousse |  |  | La Carconte       | La Carconte       | La Carconte       | La Carconte       | La Carconte       | La Carconte       |  |  |  |  |  |  |
|                  |                  |                  |                  |                             |                             |                             |                             |                             |                             |                                              |                                              |                                              |                                              |                                              |                                              |                |                |                       |                       |                       |                       |                       |                       |                  |                  |                  |                  |                  |                  |  |  |                    |                    |                     |                     |                     |                     |                       |                       |                       |                       |                       |                       |                      |                      |                      |                      |                                                  |                                                  |                                                  |                                                  |                                                  |                                                  |                       |                       |                                             |                                             |                                             |                                             |                                             |                                             |               |               |                         |                         |                         |                         |                         |                         |                    |                    |                    |                    |  |  |                   |                   |                   |                   |                   |                   |  |  |  |  |  |  |
|                  |                  |                  |                  |                             |                             |                             |                             |                             |                             |                                              |                                              |                                              |                                              |                                              |                                              |                |                |                       |                       |                       |                       |                       |                       |                  |                  |                  |                  |                  |                  |  |  |                    |                    |                     |                     |                     |                     |                       |                       |                       |                       |                       |                       |                      |                      |                      |                      |                                                  |                                                  |                                                  |                                                  |                                                  |                                                  |                       |                       |                                             |                                             |                                             |                                             |                                             |                                             |               |               |                         |                         |                         |                         |                         |                         |                    |                    |                    |                    |  |  |                   |                   |                   |                   |                   |                   |  |  |  |  |  |  |
| Albert           | Albert           | Albert           | Albert           | Albert                      | Albert                      | ←verbroken verloving→       | ←verbroken verloving→       | ←verbroken verloving→       | ←verbroken verloving→       | ←verbroken verloving→                        | ←verbroken verloving→                        | Eugénie                                      | Eugénie                                      | Eugénie                                      | Eugénie                                      | Eugénie        | Eugénie        | ←verbroken verloving→ | ←verbroken verloving→ | ←verbroken verloving→ | ←verbroken verloving→ | ←verbroken verloving→ | ←verbroken verloving→ | Benedetto Andrea | Benedetto Andrea | Benedetto Andrea | Benedetto Andrea | Benedetto Andrea | Benedetto Andrea |  |  | Franz d'Épinay     | Franz d'Épinay     | Franz d'Épinay      | Franz d'Épinay      | Franz d'Épinay      | Franz d'Épinay      | ←verbroken verloving→ | ←verbroken verloving→ | ←verbroken verloving→ | ←verbroken verloving→ | ←verbroken verloving→ | ←verbroken verloving→ | Valentine            | Valentine            | Valentine            | Valentine            | Valentine                                        | Valentine                                        |                                                  |                                                  | Maximilien Morrel                                | Maximilien Morrel                                | Maximilien Morrel     | Maximilien Morrel     | Maximilien Morrel                           | Maximilien Morrel                           |                                             |                                             | Édouard                                     | Édouard                                     | Édouard       | Édouard       | Édouard                 | Édouard                 |                         |                         | Julie                   | Julie                   | Julie              | Julie              | Julie              | Julie              |  |  | Emmanuel Herbault | Emmanuel Herbault | Emmanuel Herbault | Emmanuel Herbault | Emmanuel Herbault | Emmanuel Herbault |  |  |  |  |  |  |
| Albert           | Albert           | Albert           | Albert           | Albert                      | Albert                      | ←verbroken verloving→       | ←verbroken verloving→       | ←verbroken verloving→       | ←verbroken verloving→       | ←verbroken verloving→                        | ←verbroken verloving→                        | Eugénie                                      | Eugénie                                      | Eugénie                                      | Eugénie                                      | Eugénie        | Eugénie        | ←verbroken verloving→ | ←verbroken verloving→ | ←verbroken verloving→ | ←verbroken verloving→ | ←verbroken verloving→ | ←verbroken verloving→ | Benedetto Andrea | Benedetto Andrea | Benedetto Andrea | Benedetto Andrea | Benedetto Andrea | Benedetto Andrea |  |  | Franz d'Épinay     | Franz d'Épinay     | Franz d'Épinay      | Franz d'Épinay      | Franz d'Épinay      | Franz d'Épinay      | ←verbroken verloving→ | ←verbroken verloving→ | ←verbroken verloving→ | ←verbroken verloving→ | ←verbroken verloving→ | ←verbroken verloving→ | Valentine            | Valentine            | Valentine            | Valentine            | Valentine                                        | Valentine                                        |                                                  |                                                  | Maximilien Morrel                                | Maximilien Morrel                                | Maximilien Morrel     | Maximilien Morrel     | Maximilien Morrel                           | Maximilien Morrel                           |                                             |                                             | Édouard                                     | Édouard                                     | Édouard       | Édouard       | Édouard                 | Édouard                 |                         |                         | Julie                   | Julie                   | Julie              | Julie              | Julie              | Julie              |  |  | Emmanuel Herbault | Emmanuel Herbault | Emmanuel Herbault | Emmanuel Herbault | Emmanuel Herbault | Emmanuel Herbault |  |  |  |  |  |  |